# Sesieutes scrobiculatus
Sesieutes scrobiculatus är en spindelart som beskrevs av Christa L. Deeleman-Reinhold 200. Sesieutes scrobiculatus ingår i släktet Sesieutes och familjen månspindlar. Inga underarter finns listade i Catalogue of Life.